# Munga
Munga è un ward dello Zambia, parte della Provincia Centrale e del Distretto di Kabwe.